# Wolodymyr Bohuzkyj
Wolodymyr Nykyforowytsch Bohuzkyj (ukrainisch Володимир Никифорович Богуцький, wiss. Transliteration Volodymyr Nykyforovyč Bohucʹkyj, russisch Владимир Никифорович Богуцкий Wladimir Nikiforowitsch Boguzki; geboren 1891 in Selsawet Radwanitschy; gestorben am 8. Juli 1937 in Charkiw) war von Mai 1925 bis März 1927 Vorsitzender des Exekutivkomitees des Bezirks Mariupol und Vorsitzender des Stadtrats Mariupols.

## Geschichte
1919 wurde er Mitglied der KPdSU, 1924 war er stellvertretender Volkskommissar für die Versorgung der Ukrainischen SSR, von Mai 1925 bis März 1927 Vorsitzender des Exekutivkomitees des Bezirks Mariupol und Vorsitzender des Stadtrats Mariupols und 1927–1929 Vorstandsvorsitzender der Ukrainischen Landwirtschaftsbank. Dann war er der erste Abgeordnete des Exekutivkomitees des Rats der Oblast Charkiw und von 1935 bis Januar 1937 Vorsitzender des Stadtrats von Charkiw. Am 11. Januar 1937 wurde er verhaftet und dann während des großen Terrors erschossen.